# Sportvagns-VM 1983
Sportvagns-VM 1983 kördes över totalt 7 omgångar.

## Delsegrare
| Bana                | Vinnare                                 | Märke   |
| ------------------- | --------------------------------------- | ------- |
| Monza 1000 km       | Bob Wollek Thierry Boutsen              | Porsche |
| Silverstone 1000 km | Derek Bell Stefan Bellof                | Porsche |
| Nürburgring 1000 km | Jacky Ickx Jochen Mass                  | Porsche |
| Le Mans             | Al Holbert Hurley Haywood Vern Schuppan | Porsche |
| Spa 1000 km         | Jacky Ickx Jochen Mass                  | Porsche |
| Fuji 1000 km        | Derek Bell Stefan Bellof                | Porsche |
| Kyalami 1000 km     | Derek Bell Stefan Bellof                | Porsche |

## Förar-VM
| Plats | Förare        | Poäng |
| ----- | ------------- | ----- |
| 1     | Jacky Ickx    | 97    |
| 2     | Derek Bell    | 94    |
| 3     | Jochen Mass   | 82    |
| 4     | Stefan Bellof | 75    |
| 5     | Bob Wollek    | 64    |

## Märkes-VM

### Grupp C
| Plats | Märke               | Poäng |
| ----- | ------------------- | ----- |
| 1     | Porsche             | 100   |
| 2     | Lancia              | 32    |
| 3=    | Aston Martin Nimrod | 4     |
| 3=    | March-Nissan        | 4     |

### Grupp C Junior
| Plats | Märke         | Poäng |
| ----- | ------------- | ----- |
| 1     | Alba          | 75    |
| 2=    | Mazda         | 20    |
| 2=    | March-Toyota  | 20    |
| 2=    | Harrier-Mazda | 20    |

### Grupp B
| Plats | Märke   | Poäng |
| ----- | ------- | ----- |
| 1     | Porsche | 82    |
| 2     | BMW     | 80    |
| 3     | Ford    | 12    |